# Sipogas B
Sipogas B is een bestuurslaag in het regentschap Padang Lawas Utara van de provincie Noord-Sumatra, Indonesië. Sipogas B telt 170 inwoners (volkstelling 2010).